# Portobelo a San Lorenzo
Pevnosti na karibském pobřeží Panamy, které byly zapsány do seznamu kulturního dědictví v roce 1980, jsou unikátním příkladem španělské vojenské architektury ze 17. a 18. století (Panama bývala španělskou kolonií). Obě tyto lokality se nacházejí v panamské provincii Colón.
Španělé zbudovali na karibském pobřeží pevnosti, které měly za úkol chránit přístavy, ze kterých vyplouvaly lodě plné amerického stříbra i jiného zboží do Evropy. Většina stříbra pocházela z území moderní Bolívie a Peru. Materiál byl naložen na lodě na pobřeží Peru, odtud lodě zboží převezly do města Ciudad de Panamá. Tam musel být náklad z lodí vyložen a následně se musel přepravit přes Panamskou šíji právě do přístavů na karibském pobřeží (nejvýznamnější trasy byly Camino real a Camino de Cruzes), odkud byl vypraven do Evropy.

## Portobelo
Město Portobelo bylo založeno roku 1597. Tehdy dostalo název San Felipe de Portobelo na počest španělského krále Filipa II. Z Portabela vyplouvaly lodě z místokrálovství Nová Granada mířící do Španělska. Dnes má město zhruba 4 000 obyvatel. Okolí města bylo vyhlášeno za jeden z panamských národních parků.

## San Lorenzo
Pevnost San Lorenzo byla postavena taktéž v roce 1597 blízko významné panamské řeky Río Chagres (dnes je na řece přehrada a Gatúnské jezero, které je důležitou součástí Panamského průplavu). Okolních 9 653 ha pevniny je dnes chráněnou přírodní oblastí.

## Fotogalerie

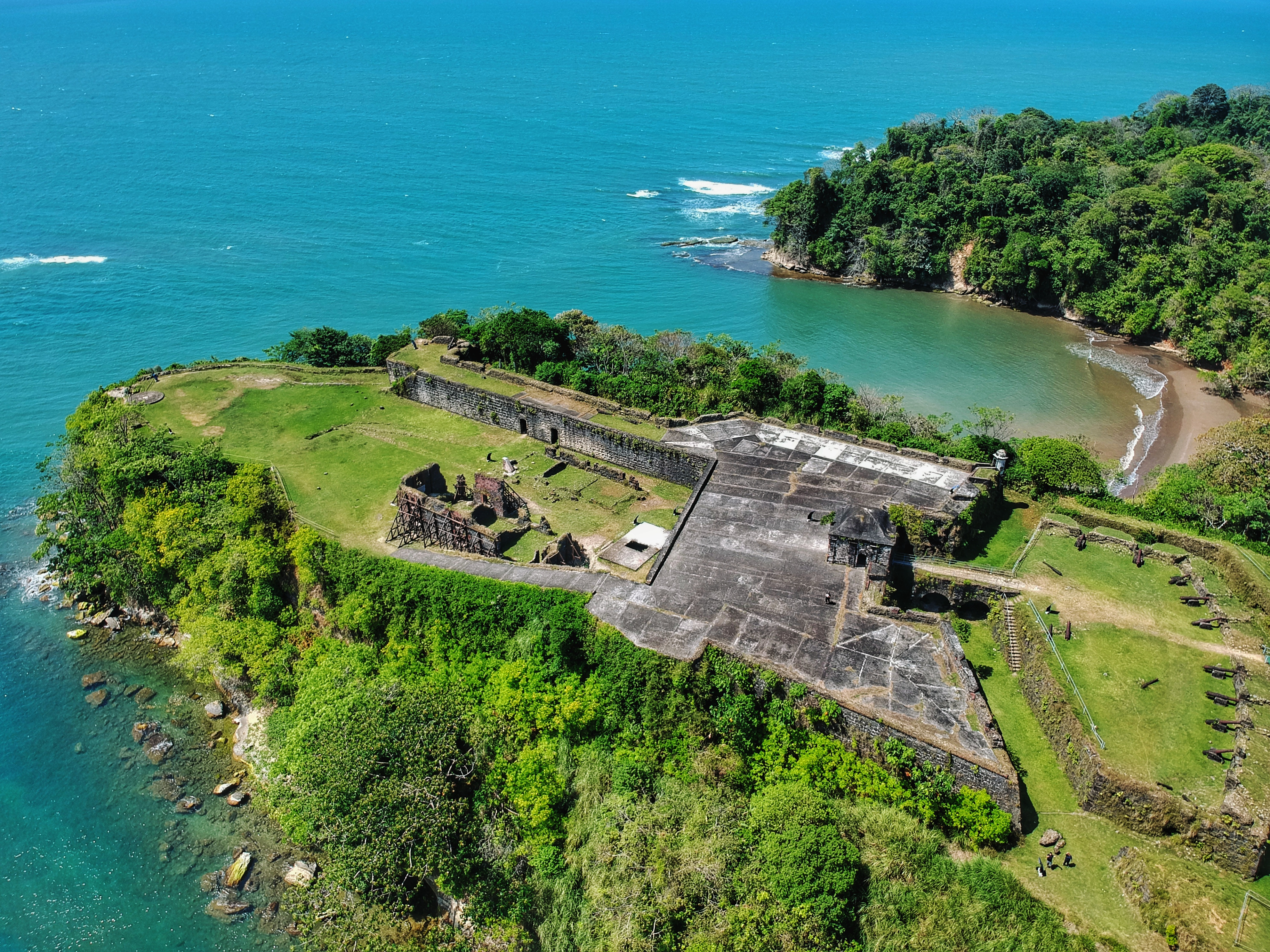
San Lorenzo
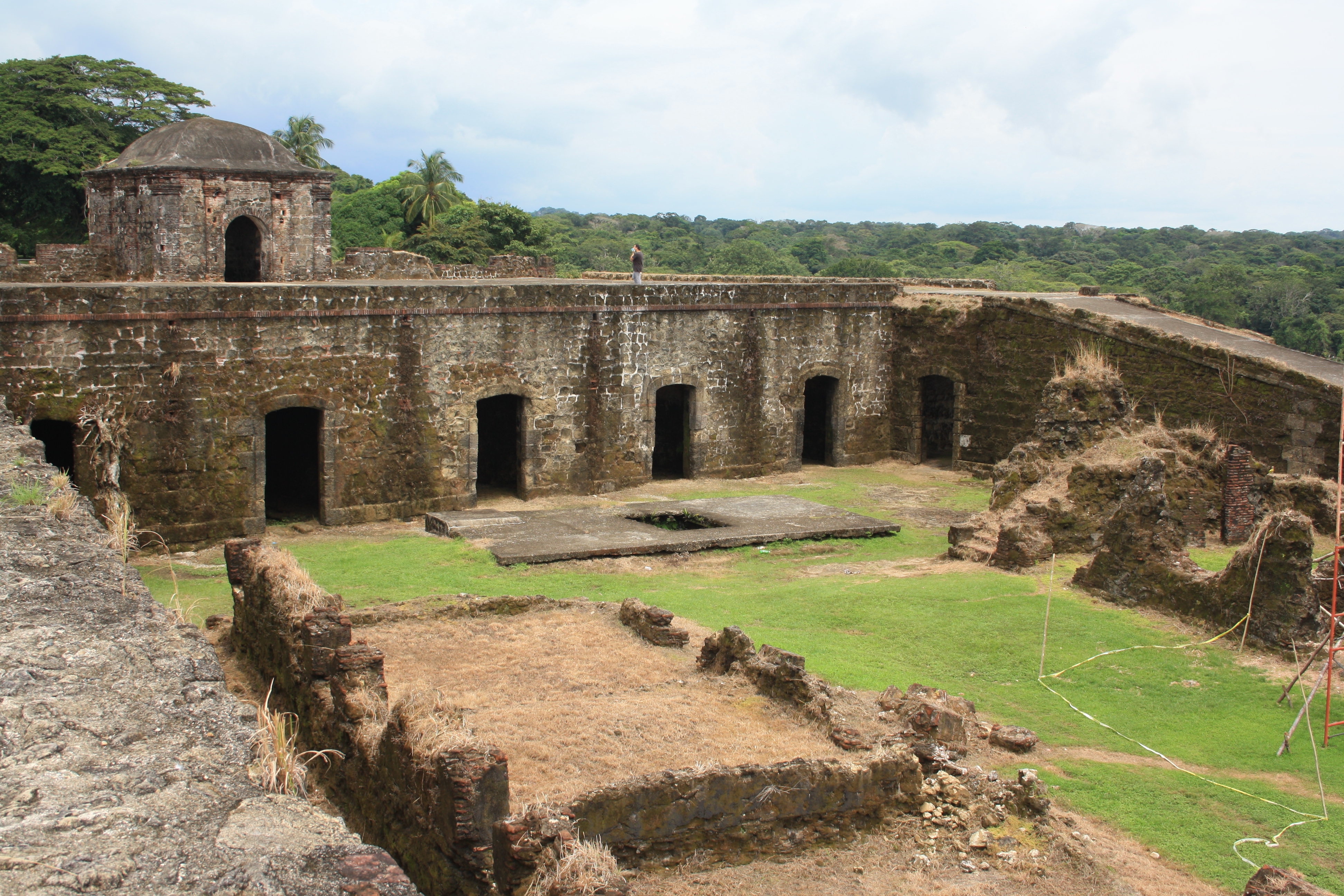
San Lorenzo
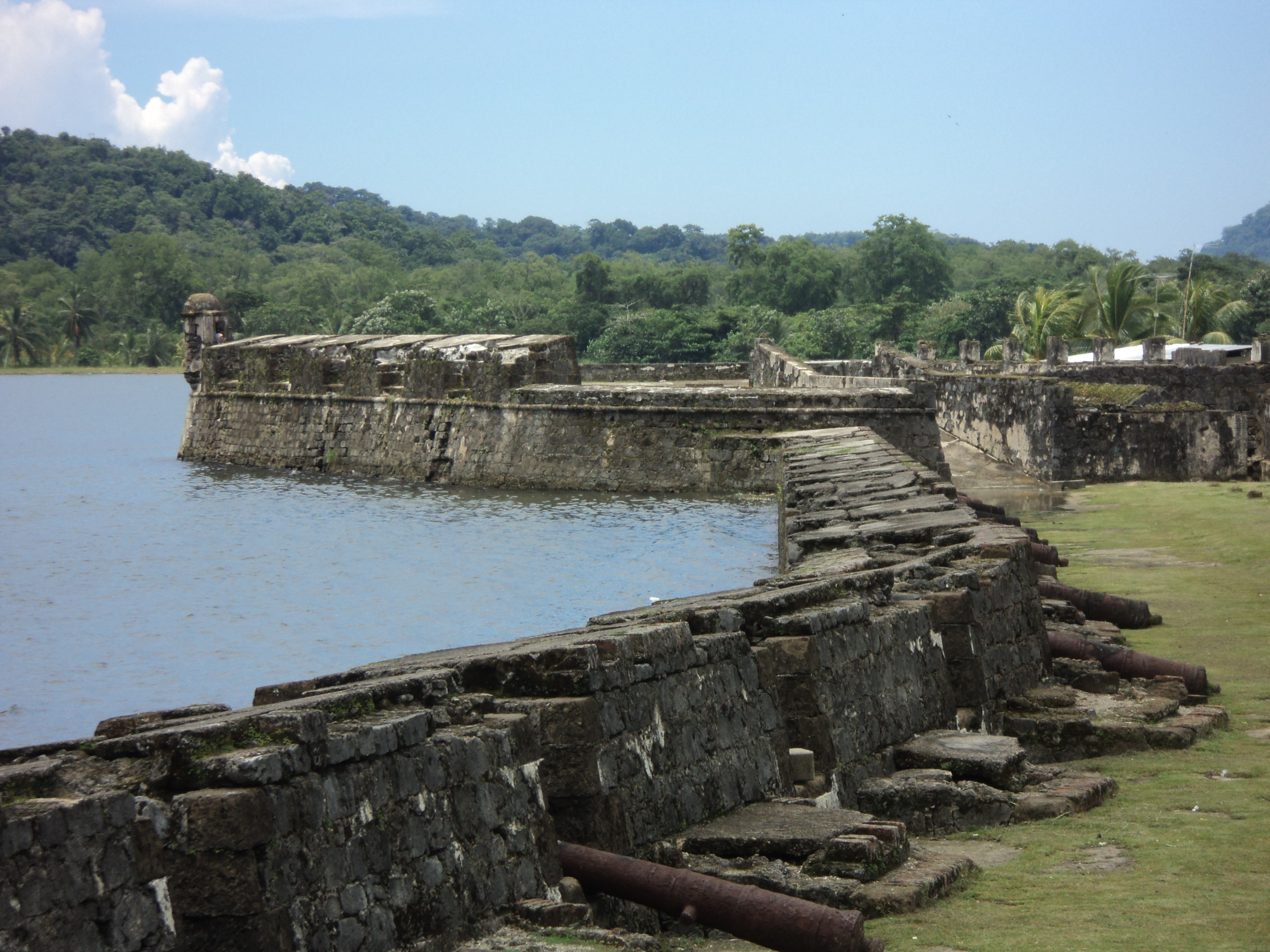
San Jerónimo v Portobelu
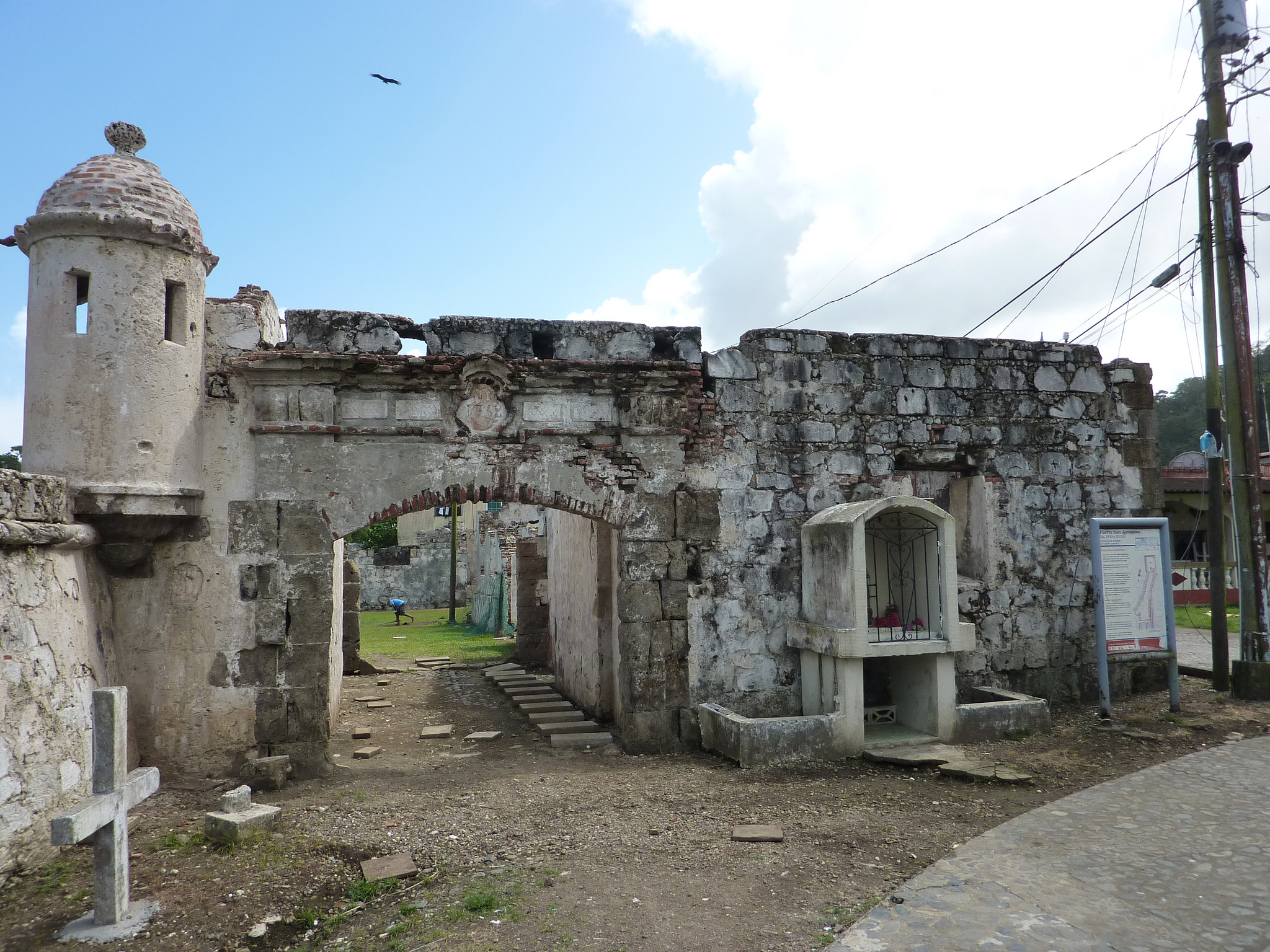
San Jerónimo v Portobelu